# 武汉市光谷汤逊湖高级中学
武汉市光谷汤逊湖高级中学（简称光谷汤逊湖高中、汤高）是位于中华人民共和国湖北省武汉市东湖新技术开发区关东街道的一所全日制公立普通高级中学。学校于2024年秋季学期正式投入使用，是光谷片区为缓解高中学位紧张而新建的重点教育项目。

## 历史
2024年4月23日，武汉东湖新技术开发区教育局宣布，武汉市光谷汤逊湖高级中学计划于同年秋季学期投入使用，并招生800人。（其中第二批次招录300人，第三批次500人）首任校长为前华中师大一附中光谷汤逊湖学校（北校区）的执行校长石伟华。
2024年7月25日，光谷汤逊湖高中完成注册。
2024年9月1日，光谷汤逊湖高中正式投入使用。

## 教学建设
光谷汤逊湖高中预计设有48个教学班，目前已启用32个。可提供2400个学位。武汉光谷汤逊湖高中是经批准的“武汉新城拔尖创新人才基地校”。设置通过第二批次招录的拔尖英才班、创新思维班、实验班三个班型，第三批次提供除普通班型外提供小语种、艺术、体育等班型。

## 建筑设施
武汉汤逊湖高中校园占地面积约为54,000平方米。其建筑总面积约为62,000平方米，其中地下建筑面积约为10,000平方米。校园内共有10栋单体建筑。

## 活动
2024年12月6日，光谷汤逊湖高中举办首届运动会，开幕式主题为“光谷”，主要节目有“空轨”“雷军”等。

## 交通周边
学校位于周店南路、武汉三环路以北、西侧为华中师大一附中光谷汤逊湖学校（北校区），东侧为南湖社区。为方便学生通勤，武汉公交集团第五运营公司于2024年开通了通学专线。